# 持経寺 (横須賀市)
持経寺（じきょうじ）は、神奈川県横須賀市武にある浄土宗の寺院。通称の「武山不動（たけやまふどう）」で知られている。

## 位置
三浦丘陵の武山の山頂に位置している。そのため公共交通機関を使った場合、最寄りの駅やバス停から少なくとも40分ほど歩かなくてはならない。

## 歴史
時は室町時代の応永4年（1397年）、奈良東大寺沙門・万務大阿闍梨（「万立」という説もある）によって開山された。
万務（万立）は、東大寺の僧で、武山麓の南武にあった持経院に立寄り瑞夢を見て不動明王像3尺9寸（本尊は秘仏で初不動1月28日ご開帳）を彫って安置したのが当寺の起源である。元々は真言宗に属し武山の麓、南武に位置していたが、江戸時代前期1683年（天和3年）に修験僧・讃誉見随（さんよけんずい）が今よりももっと清い場所へと夢のお告げを受け、山頂の現在地に移し浄土宗に改めた。
本堂内には前立ち本尊（江戸期作）や戦後、武山海兵団にあった戦勝祈願のための不動明王像を安置し、巨大な木製の宝剣も祀られいる。
本堂右手には武山稲荷大明神、左手には石像が並んでいる。
この不動明王は別名「浪切不動」とも呼ばれ、その昔、周辺の漁師は武山を目印にしたといわれており海上安全のご利益を求めるべく、漁師や海運業者の信仰を集めた。
梵鐘（西村和泉守作）戦時中では市内で多くの梵鐘が軍に供給されていたが幸いなことに免れており（市内で供給を免れた寺院は4ヶ寺）梵鐘には持経寺ではなく持鏡寺と刻印が刻まれてあり、武東漸寺の僧侶（8世）や一般の方の祈願者や戒名なども刻まれている。
また、横須賀に海軍鎮守府があった頃には海軍軍人専用の参詣所が設けられていた。
登山ルートは4ヶ所あり、南武・一騎塚・須軽谷・北下浦、そこには前不動と呼ばれる不動明王の石像が案内役を務める。
山頂には展望台があり、房総半島・伊豆半島・伊豆大島・富士山が見え、よく目を凝らすと東京スカイツリーや茨城県の筑波山が見える。
その眺めは素晴らしく三浦半島随一の眺望ともいえる。
毎年1月28日は初不動が執り行われ、露店が多く立ち並び、初不動名物の笹に麩菓子を吊り下げた物が販売されており、現在でも多くの参拝者で賑わっている。

## 交通アクセス
- 路線バス一騎塚停留所より徒歩40分。
- 一騎塚側からのルートは舗装されている為、車両での通行も可能であるが急坂やすれ違い出来る場所が限られているので運転に自信のない方は徒歩が無難である。(基本的なルートは4箇所 南武・一騎塚・須軽谷・北下浦)その他にも不動滝からのルートや武山養護学校側から登山できる。